# Zabij ich wszystkich
Zabij ich wszystkich – polski film nakręcony w czerwcu 1999 roku.

## Występują
- Sylwia Juszczak – Ewa
- Wojciech Czarny – Grzegorz
- Jakub Papuga – Marek
- Paweł Mroziński – Olgierd
- Robert Gonera – Janusz, właściciel mieszkania

## Opis fabuły
19-letnia Ewa przybywa do miasta, żeby porozmawiać z bratem Krzysztofem. Rozmowa ma dotyczyć choroby ojca, którym Ewa się opiekuje. Nie zastaje jednak Krzysztofa w domu. Są za to jego dwaj koledzy.